# Remigiodes pectinata
Remigiodes pectinata är en fjärilsart som beskrevs av George Francis Hampson 1909. Remigiodes pectinata ingår i släktet Remigiodes och familjen nattflyn. Inga underarter finns listade.